# François Leclerc du Tremblay

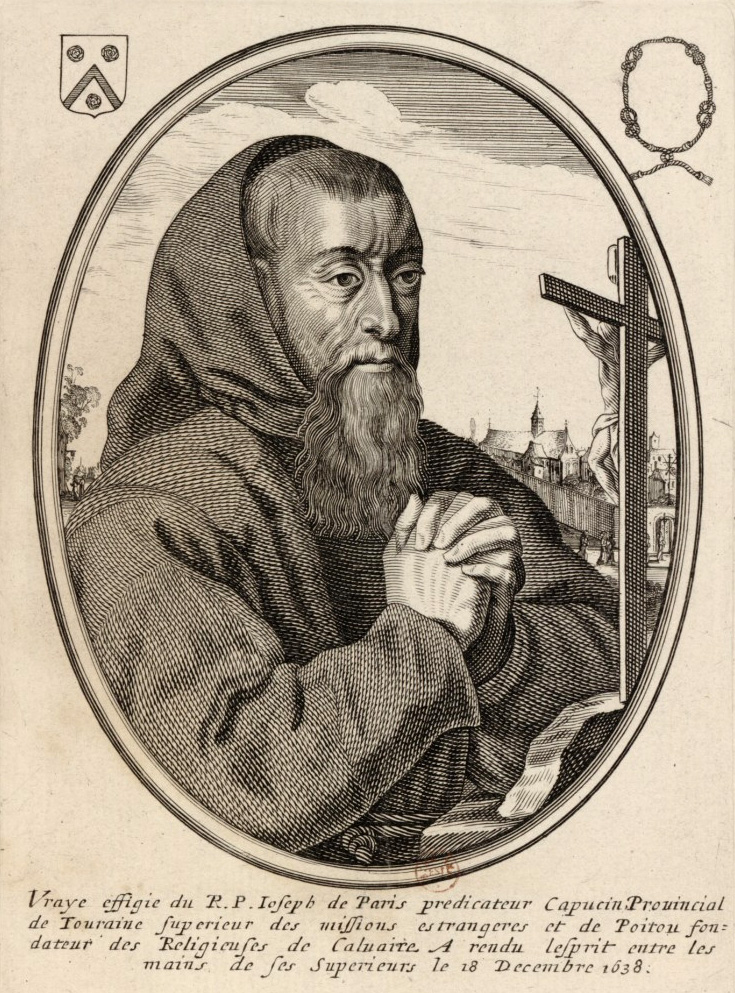
François Leclerc du Tremblay

François Leclerc du Tremblay, född 4 november 1577, död 17 december 1638, var en fransk statsman, även känd som Pater Joseph eller Père Joseph, även kallad den grå eminensen.
François Leclerc du Tremblay, genomträngd av djup religiositet 1599 vid kapucinorden, var ivrigt verksam för kättarnas omvändelse, deltog i grundandet av en nunneorden och drömde om ett korståg mot de otrogna. Splittringen inom kristendomen som omöjliggjorde detta fyllde honom av hat mot huset Habsburg. Han blev Armand Jean du Plessis de Richelieus trogne medarbetare, och ivern för katolicismen tillbakaträngdes småningom av patriotismen. Leclerc du Tremblay verkade kraftigt för ett franskt ingripande i trettioåriga kriget, och spelade bland annat vid förhandlingarna i Regensburg 1630 en högst betydande roll och kan från 1632 nästan sägas ha fungerat som Frankrikes utrikesminister.